# Petra Katharina Wagner

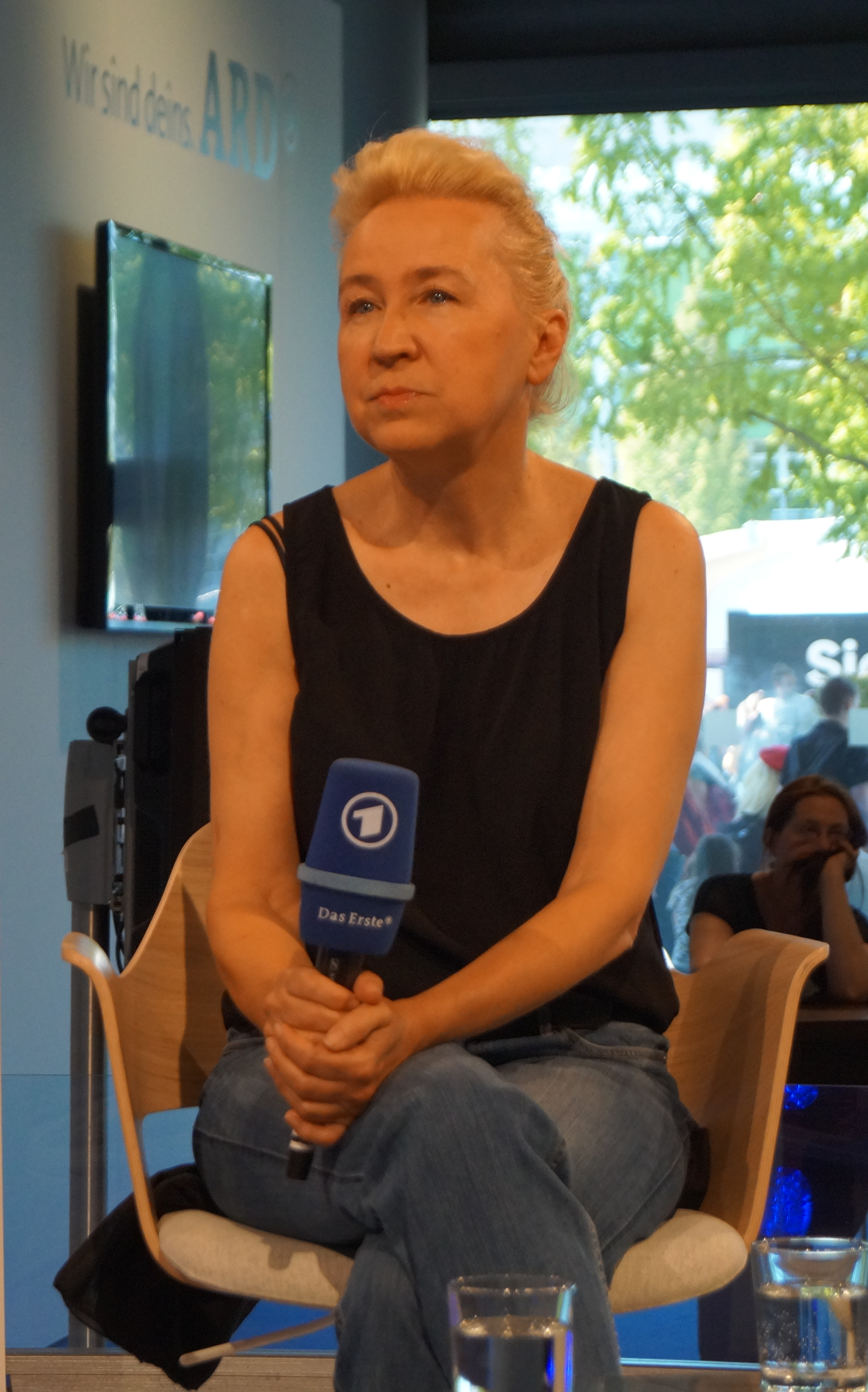
Petra K. Wagner, 2018

Petra Katharina Wagner (* 1958 in Lindlar; häufig Petra K. Wagner) ist eine deutsche Autorin und Regisseurin.

## Leben und Wirken
Petra K. Wagner studierte Soziologie und Philosophie und arbeitet seit 1980 als Autorin von Drehbüchern und Kurzgeschichten sowie als Regisseurin und Filmkritikerin.
Ab 1990 leitete Wagner verschiedene Filmveranstaltungen im Berliner Haus der Kulturen der Welt. 2001 saß sie in der Jury des Regionalen Wettbewerbs des 17. Internationalen Kurzfilmfestivals Berlin. Sie ist einer der Geschäftsführer der Berliner Produktionsfirma Moonfilm GmbH (ehemals Indigo Film).
Wagner ist die Mutter der Schauspielerin Ada Philine Stappenbeck.

## Auszeichnungen
- 2018: Festival des deutschen Films – Medienkulturpreis für Frankfurt, Dezember 17[5]
- 2020: Deutscher Fernsehkrimipreis –  Sonderpreis Regie für Tatort: Die Guten und die Bösen[6]

## Filmografie (Auswahl)
Regie und Drehbuch, soweit nicht anders angegeben
- 1991: Blauer Mohn
- 1991: AmanDebele[7]
- 1993: Hungry Hearts
- 1995: Oskar und Leni
- 1999: Maria an Callas
- 2006: Sieben Tage (Regie)
- 2011: Sprinter – Haltlos in die Nacht
- 2011: Der Duft von Holunder (Regie)
- 2012: Nie mehr wie immer
- 2012: Herbstkind
- 2015: Viel zu nah
- 2015: Kleine Ziege, sturer Bock (Drehbuch)
- 2017: Aussteigen
- 2018: Frankfurt, Dezember 17
- 2019: Tatort – Die Guten und die Bösen (Regie)
- 2020: Martha und Tommy (Regie)
- 2021: Alice im Weihnachtsland (Fernsehfilm, Regie)
- 2022: Du sollst hören (Fernsehfilm, Regie)
- 2022: Die Eifelpraxis: Unter Druck (Fernsehreihe, Regie)
- 2022: Die Eifelpraxis: Verlorener Vater (Fernsehreihe, Regie)
- 2023: Stralsund: Tote Träume (Fernsehreihe, Regie)
- 2024: Die Eifelpraxis: Wann, wenn nicht jetzt (Fernsehreihe, Regie)
- 2024: Die Eifelpraxis: Freiheit zu leben (Fernsehreihe, Regie)